# 坦维尔·阿夫扎尔
坦维尔·阿夫扎尔（英語：Tanwir Afzal；1988年6月12日—）是一名香港板球運動員。2014年他代表香港參加2014年板球世界盃。2014年5月1日首次參加單日國際賽，在2014年ACC超級聯賽迎戰阿富汗。
2015年5月他被任命為香港隊隊長參加2014年T20世界盃資格賽。
2018年8月，他入選香港隊參加2018年板球亞洲盃資格賽並出線，獲得資格參加2018年板球亞洲盃，而他亦有參賽。
2018年12月，他再次入選港隊參加2018年ACC新秀隊亞洲盃。2019年4月，他亦代表港隊參加在納米比亞2019年板球世界乙級聯賽。

## 外部連結
- 坦维尔·阿夫扎尔 at ESPNcricinfo